# Királyhegyes
Királyhegyes község Csongrád-Csanád vármegye Makói járásában.

## Fekvése
A Körös-Maros-közén fekszik. A legközelebbi város Makó, amelytől mintegy 10 kilométernyire található, de a környező települések szinte mindegyike ugyancsak hasonlóan hosszú, 8-10 kilométeres úttal érhető el innen. A község közigazgatási területe nyugaton és északon Makóval, északkeleten Csanádalbertivel határos, keleti szomszédja Csanádpalota, déli szomszédai pedig Magyarcsanád és Apátfalva. A legközelebbi lakott hely az északnyugatra 5 kilométerre fekvő, egykor önálló, ma Makóhoz tartozó Rákos község; aránylag közel van még Királyhegyeshez Kövegy is, bár közigazgatási területeik nem szomszédosak.
Eredetileg a mai községtől távolabb lévő Nagykirályhegyes pusztán (Csikóspusztán), a Királyhegyesi csárda környékén terült el.

### Megközelítése
A településen észak-déli irányban végighalad a Rákostól Apátfalváig vezető 4425-ös út, ezen érhető el a legegyszerűbben Makó, a 43-as főút és az M43-as autópálya, valamint Tótkomlós-Orosháza irányából is. Makó belvárosával közvetlen közúti összeköttetése is van, a 4424-es út révén, ennek külterületi szakaszai azonban kevéssé kiépítettek és karbantartottak, ezért átmenő forgalom lebonyolítására nemigen alkalmasak, leginkább csak mezőgazdasági célokra használják.
Csikóspuszta településrésze a 4425-ös útból, a belterület északkeleti szélén kiágazó, 2,5 kilométer hosszú 44 127-es számú mellékúton érhető el.
Vasútvonal nem érinti a települést, a legközelebbi olyan vasútállomás, ahonnan Királyhegyes közúton közvetlenül elérhető, Apátfalván található, a Békéscsaba–Kétegyháza–Mezőhegyes–Újszeged-vasútvonal Apátfalva vasútállomása.

## Története
Első írásos említése 1455-ből való (Kyralyhegyesse). Zsigmond király Királyhegyest a törökverő Hunyadi Jánosnak ajándékozta érdemei jutalmául. A török hódoltság alatt többször elpusztult, de mindig újratelepült. 1844-ben napszámosokat telepítettek be, akik dohánytermesztéssel foglalkoztak. Az 1950-es megyerendezésig Csanád vármegyéhez tartozott.

## Közélete

### Polgármesterei
- 1990–1994: Bakai Istvánné (független)[3]
- 1994–1998: Horváth Lajos (független)[4]
- 1998–2002: Horváth Lajos (független)[5]
- 2002–2006: Horváth Lajos (független)[6]
- 2006–2010: Horváth Lajos (független)[7]
- 2010–2014: Horváth Lajos (független)[8]
- 2014–2019: Horváth Lajos (független)[9]
- 2019–2024: Horváth Lajos (független)[10]
- 2024– : Verebes Anita (független)[1]

## Népesség
| Lakosok száma | 659  | 634  | 596  | 550  | 598  | 599  | 585  |
|               | 2013 | 2014 | 2017 | 2021 | 2022 | 2023 | 2024 |

2001-ben a település lakosságának 99%-a magyar, 1%-a egyéb (német és román) nemzetiségűnek vallotta magát.
A 2011-es népszámlálás során a lakosok 96,8%-a magyarnak, 1,1% románnak, 0,2% szerbnek, 0,2% szlováknak mondta magát (3,2% nem nyilatkozott; a kettős identitások miatt a végösszeg nagyobb lehet 100%-nál). A vallási megoszlás a következő volt: római katolikus 59,1%, református 4,4%, evangélikus 0,6%, görögkatolikus 0,3%, felekezeten kívüli 28,6% (6,6% nem nyilatkozott).
2022-ben a lakosság 91,8%-a vallotta magát magyarnak, 8% románnak, 0,8% cigánynak, 0,3% lengyelnek, 0,2% örménynek, 0,2% szerbnek, 2% egyéb, nem hazai nemzetiségűnek (7,4% nem nyilatkozott; a kettős identitások miatt a végösszeg nagyobb lehet 100%-nál). Vallásuk szerint 33,6% volt római katolikus, 3,7% református, 0,8% görög katolikus, 0,5% ortodox, 1,2% egyéb katolikus, 27,3% felekezeten kívüli (32,9% nem válaszolt).

## Nevezetességei
- Csikóspuszta: természetvédelem alatt álló mocsaras terület, Blaskovics-család egykori majorja, kúriája, kápolnája
- Csikósi erdő: túzok-pihenőhely